# Josef Estermann (Landrat)
Josef Estermann (* 28. Dezember 1898; † 8. November 1982) war ein deutscher Kommunalpolitiker in Wasserburg am Inn (Oberbayern), Mitglied der KPD, zeitweise der SPD und im Widerstand gegen den Nationalsozialismus tätig. Er gilt als beherzter Retter Wasserburgs und trug wesentlich dazu bei, dass die Stadt gegen Ende des Zweiten Weltkriegs kampflos den amerikanischen Streitkräften übergeben wurde und es nicht wie andernorts zu blutigen Gewalttaten kam.

## Werdegang
Josef „Sepp“ Estermann wurde am 28. Dezember 1898 in Wasserburg geboren, wuchs in einfachen Verhältnissen auf und war zunächst als Landarbeiter tätig. 1916 wurde er zum Ersten Weltkrieg eingezogen und mit dem Eisernen Kreuz ausgezeichnet, da er einem Offizier das Leben rettete. Nach Kriegsende beteiligte er sich als Spartakist an der Verteidigung der Münchner Räterepublik und wäre im Gefängnis Stadelheim von den Regierungstruppen fast hingerichtet worden. In Wasserburg baute er den Ortsverein der KPD auf, während sich seine Frau in der Roten Hilfe engagierte. 1930 verurteilte ihn das Reichsgericht in Leipzig wegen Waffendiebstahl und Hochverrat zu einer dreijährigen Gefängnisstrafe, da er mit weiteren Kommunisten versteckte Maschinengewehre aus einer Ziegelei bei Pfaffing entwendete. Er floh mit Hilfe der KPD kurzfristig in die UdSSR, wurde nach seiner freiwilligen Rückkehr 1931 in die Haftanstalt Bernau verbracht, wo er das Korbmacherhandwerk erlernte und infolge der Schleicher-Amnestie am 20. Dezember 1932 vorzeitig entlassen. Nach der Machtergreifung Hitlers 1933 kam er mehrmals auf Betreiben örtlicher Nationalsozialisten in Schutzhaft und mindestens einmal, von August 1933 bis Mai 1934, ins Konzentrationslager Dachau, wo er zum zweiten Mal in seinem Leben nur knapp der Hinrichtung entkam, als er Lebensmittel für hungernde Mithäftlinge stahl. Nach seiner Entlassung widmet er sich vordringlich dem Aufbau einer beruflichen Existenz als selbständiger Korbmacher. Gegen Ende des Zweiten Weltkriegs baute Estermann eine Widerstandsgruppe in Wasserburg auf, die nach dem Rundfunkaufruf der Freiheitsaktion Bayern am 28. April 1945 aktiv wurde und sich für das Ende der NS-Herrschaft und die friedliche Kapitulation der Stadt einsetzte.
Im Mai 1945 ernannte ihn die amerikanische Militärregierung zum Ersten Bürgermeister der besetzten Stadt Wasserburg am Inn und beauftragte ihn im Oktober des gleichen Jahres mit dem Amt des Landrats des Landkreises Wasserburg am Inn.
Infolge des Verdachts, er sei ein V-Mann der Gestapo gewesen, wurde er ab 1. März 1946 vorübergehend seines Amtes enthoben. In der Verhandlung vor einem U.S.-Militärgericht im Wasserburger Rathaussaal konnte der Vorwurf ausgeräumt und Estermann ab 25. März 1946 weiter als kommissarischer Landrat eingesetzt werden. Er blieb bis zur Wahl des Nachfolgers am 30. September 1946 im Amt.
Bereits im Dezember 1945 wurde Estermann nach Zerwürfnissen aus der Kommunistischen Partei ausgeschlossen und ging später zur SPD. Er war bis zu seinem Tod als Geschäftsmann in der Fertigung von Korb- und Spielwaren in Wasserburg tätig.

## Verdienste um die friedliche Kapitulation der Stadt Wasserburg in den letzten Tagen des Zweiten Weltkrieges
Estermann gehörte einer in Wasserburg operierenden Widerstandsgruppe an, die sich auf die Freiheitsaktion Bayern berief. Als es der Freiheitsaktion Bayern am 28. April 1945 gelang, nach der Besetzung zweier Reichssender einen Widerstandsaufruf über den Bayerischen Rundfunk zu verbreiten, besetzten Mitglieder der Gruppe um Estermann das Kreishaus der NSDAP und entwaffneten die anwesenden Angestellten, während zeitgleich andere Widerständler, die bei der Post arbeiteten, die örtlichen Telefonleitungen manipulierten, so dass keine Hilfe von außen zur Niederschlagung des Aufstands gerufen werden konnte. Estermann forderte den Wasserburger Kreisleiter der NSDAP, Kurt Knappe, sowie den Kampfkommandanten und Leiter des Wehrmeldedamts, Oberstleutnant Puhl, auf, einen Aufruf zur Nichtverteidigung der Stadt zu erlassen. Infolge initiierte man 10-minütige Lautsprecherdurchsagen und Flugblattaushänge an verschiedenen Stellen in der Stadt, in denen die Bevölkerung aufgerufen wurde, Ruhe zu bewahren und keine Gegenwehr zu leisten, obwohl dies zu dieser Stunde noch als Hochverrat gelten musste: „Deutsche! Wir wissen heute, dass jeder Widerstand gegen den Feind vergeblich ist, und ein Verbrechen wäre ... Vermeidet jede Unbesonnenheit“. Hierfür zeichneten namentlich der Leiter des örtlichen Wehrmeldeamtes Oberstleutnant Nikolaus Puhl, der Landrat des Landkreises Wasserburg Willi Moos, der Wasserburger Bürgermeister Baumann und „für die deutsche Freiheitsbewegung“ Josef Estermann verantwortlich. Alle Unterzeichner sowie der diesen Vorgang duldende Kreisleiter Knappe wurden kurz darauf wegen Landes- und Hochverrats durch ein Kriegsgericht bzw. auf Veranlassung des Gauleiters Giesler zum Tode verurteilt. Die Urteile konnten wegen des Vorrückens der U.S.-Armee bzw. aufgrund der Flucht von Estermann und Baumann nicht mehr vollstreckt werden, so dass die Wasserburger Freiheitsaktion glimpflich verlief. Ob die Gruppe um Estermann auch die vollständige Sprengung der Innbrücke verhindern konnte, ist ungeklärt, da zu deren Rettung vermutlich mehrere Personen unabhängig voneinander aktiv wurden.
Als in der Nacht vom 2. zum 3. Mai 1945 eine Eskalation der Kämpfe zwischen US-amerikanischen und deutschen Truppen drohte, organisierte Josef Estermann die Entfernung der Panzersperren, um die Nichtverteidigung der Stadt zu signalisieren. In der Früh ging er alleine der U.S.-Armee entgegen, die bereits auf Höhe des Ortsteils Gabersee stand, und gab sich als Antifaschist zu erkennen. Anschließend zeigte er den amerikanischen Truppen den Weg, bestieg den ersten Panzer und fuhr anschließend mit einer weißen Fahne winkend in die Stadt ein. Die Stadt Wasserburg konnte somit am Morgen des 3. Mai 1945 friedlich und ohne Schusswechsel übergeben werden, obwohl sich Einheiten der Wehrmacht und der SS bis zuletzt verteidigungswillig zeigten.